# Saint-Martin-le-Hébert
Saint-Martin-le-Hébert là một xã thuộc tỉnh Manche trong vùng Normandie tây bắc nước Pháp. Xã này nằm ở khu vực có độ cao trung bình 111 mét trên mực nước biển.